# Сванендал
Сванендал (нидерл. Swaanendael — «Долина лебедей»), или Званендал (нидерл. Zwaanendael ) — существовавшее в 1631 году голландское колониальное поселение в Делавэре, на месте современного города Льюиса.
В 1629 году директора амстердамского отделения Голландской Вест-Индской компании Самюэл Бломмарт и Самюэл Годин приобрели у индейцев участок земли между мысом Хенлопен и устьем реки Делавэр. В 1630 году губернатор Новых Нидерландов Петер Минюи ратифицировал сделку. В дальнейшем владение было расширено: 5 мая 1630 года был приобретён прибрежный участок площадью 31 км², расположенный к югу от уже купленных земель, напротив мыса Мэй. Эта сделка также была подтверждена колониальной администрацией.
Для колонизации земли был сформирован отряд из 28 человек, включавший, помимо двух её собственников, патрона Ренсселарсвика Килиана ван Ренсселара, географа Йоаннеса де Лата и мореплавателя Давида Питерсзона де Вриса. Для их перевозки был зафрахтован восемнадцатипушечный корабль «Валвис», который после этого должен был заниматься охраной побережья и, по возможности, китобойным промыслом, что помогло бы восполнить расходы на экспедицию. Отряд высадился на берегу реки Льюис, чуть севернее мыса Хенлопен. Был построен форт Сванендал, окружённый частоколом, с голландским гербом на воротах; управление новым поселением было доверено Гиллису Хоссету. Современный залив Делавэр в честь одного из организаторов экспедиции стал именоваться мысом Година.
Недолго просуществовав, поселение было уничтожено индейцами вследствие недоразумения. Ни один из голландцев не выжил, поэтому сведения о произошедшем были получены прибывшим со второй партией колонистов де Врисом от нантикоков:
Он указал место, где наши люди воздвигли колонну, к которой был прибит металлический лист с изображённым на нём   гербом Голландии. Один из индейских вождей забрал этот лист для изготовления табачных трубок, не понимая скверности своего поступка. Возмущение поселенцев было столь сильным, что индейцы, не знавшие сущности проступка своего соплеменника, пошли и убили его. Сняв с его тела трофей, индейцы вернулись с ним в форт и услышали от поселенцев, что те не желали вождю смерти, а просто хотели, чтобы его привели к ним, дабы объяснить, что делать так больше не следует. Когда индейцы вернулись домой, друзья убитого подговорили их отомстить поселенцам. Наблюдая за поселенцами, они обнаружили, что все наши люди работают, а в доме лишь лежачий больной и сидящий на цепи мастиф — если бы пёс не был привязан, они не посмели бы подойти. Рядом с домом же стоял лишь руководитель поселения. Тогда трое самых крепких индейцев с ворохом медвежьих шкур приблизились к дому, и командир вместе с ними зашёл внутрь для совершения обмена, а после заключения сделки пошёл на чердак, в хранилище. Когда он спускался, один из индейцев выхватил топор и разрубил ему голову. Также индейцы убили больного и внушавшую им наибольший страх накрепко привязанную собаку, в которую им пришлось выпустить двадцать пять стрел. Потом они направились к остальным людям, занятым работой, и, подойдя к ним с изъявлениями дружбы, напали на них. 
Таков был конец нашей молодой колонии, ставший для нас большой потерей.
Прибывший 5 декабря 1632 года на обугленные руины поселения де Врис (узнавший о случившейся резне ещё перед отъездом из Европы), проведя переговоры с индейцами, поднялся вверх по реке Делавэр, пытаясь закупить для новой партии поселенцев бобы и зерно. Потерпев там неудачу, он добрался до Виргинии, где наконец смог приобрести продовольствие, после чего вернулся в Сванендал. Произошедшая бойня заставила голландцев сократить количество поселений, и вскоре де Врис увёз колонистов в Новый Амстердам. Позднее владельцы земли продали её Голландской Вест-Индской компании.
В 1637 году Бломмарт участвовал в организации первой шведской экспедиции в Новый свет (первая шведская колония также была основана на территории Делавэра) и привлёк к командованию ей покинувшего к тому моменту губернаторский пост Петера Минюи. 
Некоторое время спустя Питер Корнелисзон Плокхой неподалёку от места, где стоял Сванендал, основал поселение, где стремился воплотить в жизнь утопические идеи Франциска ван ден Эндена: с одинаковым образованием для всех классов, обобществлением собственности и демократически избираемым правительством. Однако после случившегося вскоре перехода Новых Нидерландов под власть англичан поселение угасло.